# Sören Ludolph

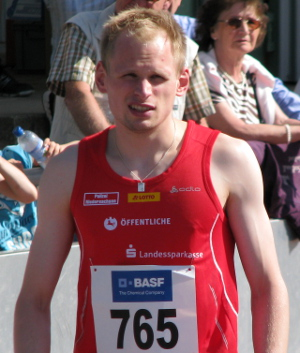
Sören Ludolph beim Olympia-Qualifikationswettkampf 2012 in Mannheim

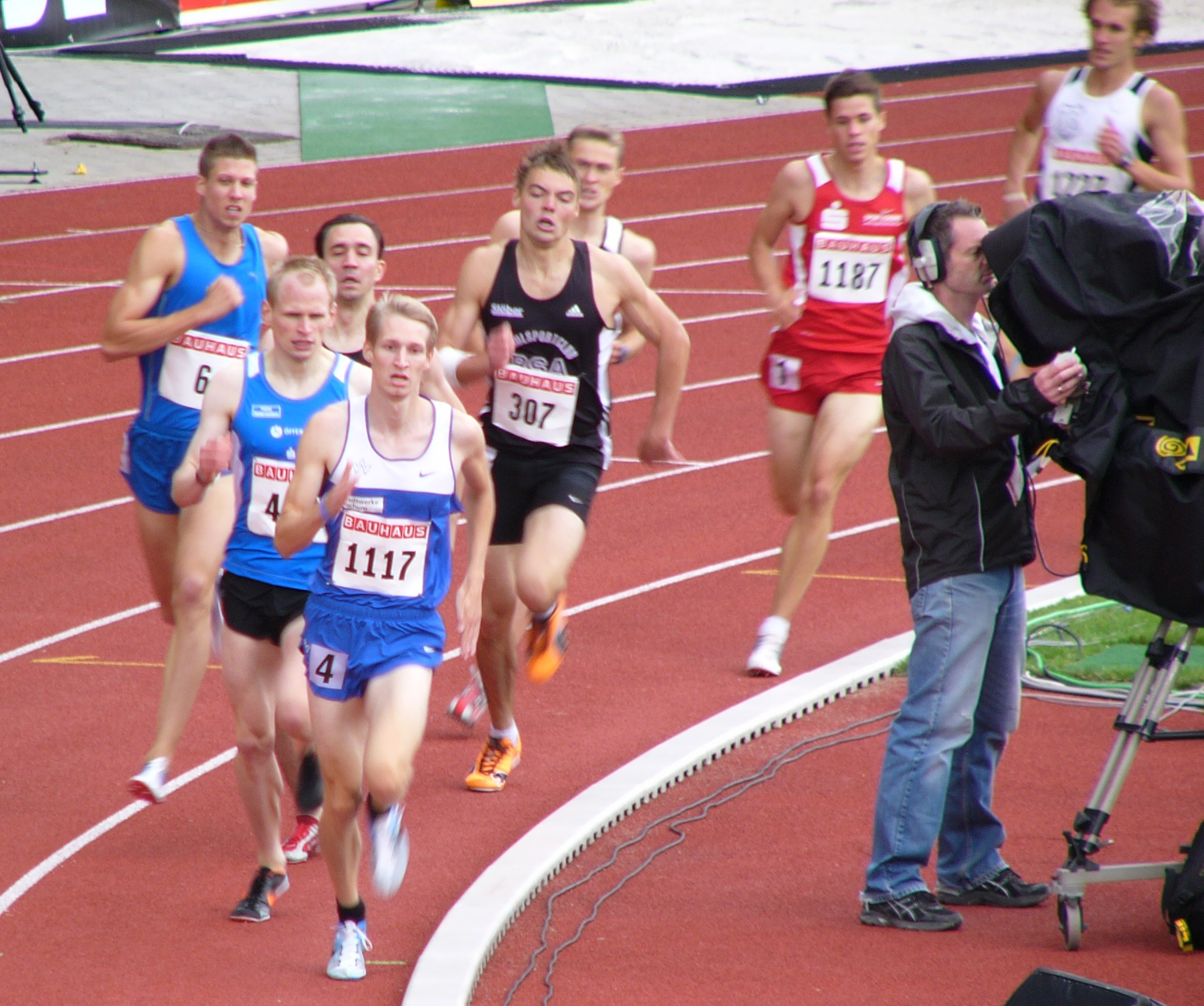
Sören Ludolph in zweiter Position bei den Deutschen Meisterschaften 2011 in Kassel

Sören Ludolph (* 25. Februar 1988 in Lüneburg) ist ein deutscher Mittelstreckenläufer, der sich auf den 800-Meter-Lauf spezialisiert hat.

## Leben
Sören Ludolph feierte seine ersten Erfolge im Jahr 2005, als er Deutscher B-Jugendmeister über 800 Meter wurde. Danach blieben baldige Erfolge aus, erst im Jahr 2009 machte er wieder auf sich aufmerksam, als er den Titel bei den Deutschen Juniorenmeisterschaften holte, kurze Zeit später wurde er außerdem Siebter bei den U23-Europameisterschaften und Deutscher Vizemeister über 800 Meter bei den Deutschen Meisterschaften in Ulm.
Seinen bis dahin größten sportlichen Erfolg feierte Sören Ludolph ein Jahr später mit dem Titelgewinn bei den Deutschen Meisterschaften 2010 über 800 Meter in Braunschweig. Außerdem verteidigte er seine Titel bei den Junioren. Den Meistertitel konnte er 2011 und 2012 verteidigen. Außerdem wurde er 2011 und 2012 Deutscher Hallenmeister.
Ludolph erreichte bei den Europameisterschaften 2012 in Helsinki und 2016 in Amsterdam jeweils das Halbfinale und nahm an den Olympischen Spielen 2012 in London teil, wo er im Vorlauf ausschied.
Sören Ludolph startete bis 2007 für die LG Nordheide, seitdem für die LG Braunschweig. Er schloss 2012 eine Ausbildung zum Kommissar ab.

## Erfolge
- 7. Platz 800 m U23-Europameisterschaften 2009
- 1. Platz 800 m DLV-Juniorenmeisterschaften 2009
- 2. Platz 800 m Deutsche Meisterschaften 2009
- 2. Platz 3 × 1000 m Deutsche Hallenmeisterschaften 2010
- 1. Platz 800 m DLV-Juniorenmeisterschaften 2010
- 1. Platz 800 m Deutsche Meisterschaften 2010
- 1. Platz 800 m Deutsche Hallenmeisterschaften 2011
- 1. Platz 800 m Deutsche Meisterschaften 2011
- 1. Platz 800 m Deutsche Hallenmeisterschaften 2012
- 1. Platz 800 m Deutsche Meisterschaften 2012
- 1. Platz 3 × 1000 m Deutsche Meisterschaften 2012
- 3. Platz 800 m Deutsche Meisterschaften 2015
- 2. Platz 800 m Deutsche Meisterschaften 2016
- 2. Platz 3 × 1000 m Deutsche Meisterschaften 2016

## Bestzeiten
| 800 m         | 1:44,80 min |
| 800 m (Halle) | 1:48,95 min |